# Erigorgus buccatus
Erigorgus buccatus är en stekelart som först beskrevs av Morley 1913.  Erigorgus buccatus ingår i släktet Erigorgus och familjen brokparasitsteklar. Inga underarter finns listade i Catalogue of Life.